# Lê Hải
 Lê Hải (29 tháng 2 năm 1942 - 30 tháng 3 năm 2025) là một Anh hùng Lực lượng vũ trang nhân dân, quân nhân trong Quân đội nhân dân Việt Nam, sĩ quan cấp cao của Không quân Nhân dân Việt Nam, cấp bậc Đại tá. Ông nguyên là Phó tổng giám đốc Cụm cảng hàng không miền Nam, nguyên Sư đoàn trưởng Sư đoàn Không quân 372. Ông là một trong 19 phi công đạt đẳng cấp "Ách" (Ace) trong Kháng chiến chống Mỹ, với thành tích dùng MIG-17 bắn rơi 6 máy bay Mỹ.

## Tiểu sử và binh nghiệp
Lê Hải sinh ngày 29 tháng 2 năm 1942, tại làng Quýt Lâm, tổng Tri Đức, phủ Mộ Đức, tỉnh Quảng Ngãi (nay là xã Đức Phong, huyện Mộ Đức, tỉnh Quảng Ngãi). Đến năm 19 tuổi ông thoát ly, tập kết ra Bắc, và công tác tại Trung đoàn Không quân 919.
Từ năm 1965-1966, ông được nhà trường chọn làm học viên bay tại Trung đoàn Không quân 910.
Ngày 15 tháng 8 năm 1966, Lê Hải được kết nạp vào Đảng Cộng sản Việt Nam.
Từ năm 1966-1975, ông là phi công tiêm kích máy bay MiG-17, Trung đội trưởng, Đại đội trưởng Trung đoàn Không quân 923.
Năm 1975-1979, ông là phi công cường kích máy bay A-37, là Trung đoàn phó, Trung đoàn trưởng Trung đoàn Không quân 937, Sư đoàn phó, Sư đoàn trưởng Sư đoàn Không quân 372.
Năm 1985, ông được bầu làm Phó Cục trưởng Cục huấn luyện (nay là Cục Quân huấn) của Trường Quân chủng Không quân (Trường Sĩ quan không quân).
Năm 1992 ông chuyển ngành, công tác tại Hàng không Việt Nam, giữ chức vụ Phó tổng giám đốc Cụm cảng hàng không miền Nam.
Năm 2002, ông nghỉ hưu theo chế độ.

## Qua đời
Ông từ trần lúc 21 giờ 30 phút ngày 30 tháng 03 năm 2025, tại nhà riêng ở quận Gò Vấp, Thành phố Hồ Chí Minh, hưởng thọ 78 tuổi. Tang lễ được diễn ra tại Nhà tang lễ Quốc gia phía Nam.

## Thành tích
Từ năm 1967-1972, Lê Hải đã trực tiếp bắn rơi 6 máy bay Mỹ, gồm 1 chiếc F-8, 4 chiếc F-4, 1 chiếc F-105 trên bầu trời Hà Nội, Hà Tây, Nghệ An, Hải Phòng. Ông còn yểm trợ cho đồng đội bắn rơi nhiều máy bay. Ông bắn rơi 6 máy bay Mỹ nhưng chưa một lần nhảy dù, chỉ sau Đại tá, AHLLVTND Nguyễn Văn Bảy.

## Khen thưởng
- Anh hùng lực lượng vũ trang nhân dân (1970).
- Huân chương Quân công hạng Nhì.
- Huân chương Chiến công hạng Nhất.
- Huân chương Chiến công hạng Nhì.
- Huân chương Chiến công hạng Ba.
- Huy chương Quân kỳ Quyết thắng.
- Huân chương Chiến sĩ Vẻ vang hạng Nhất.
- Huân chương Chiến sĩ Vẻ vang hạng Nhì.
- Huân chương Chiến sĩ Vẻ vang hạng Ba.
- 6 Huy hiệu Bác Hồ.
- Huy hiệu 50 năm tuổi Đảng.